# Maurice Fishberg
Maurice Fishberg (geboren 16. August 1872 in Kamjanez-Podilskyj, Gouvernement Podolien, Russisches Kaiserreich; gestorben 30. August 1934 in New York City, Vereinigte Staaten) war ein jüdischer Arzt und Anthropologe, der sich auf die Anthropologie der Juden spezialisiert hatte.

## Werdegang
Nach der Schulausbildung in seiner Heimatstadt wanderte er 1889 aus Russland in die USA aus und promovierte 1897 an der New York University in Medizin. Er wurde Chirurg am Beth Israel Hospital Dispensary und Ärztlicher Prüfer (Medical Examiner) der Hebräischen Wohltätigkeitsorganisationen der Vereinigten Staaten (United States Hebrew Charities), New York City. Fishberg war Mitglied der New York Academy of Sciences, der American Ethnological Society, der American Association for the Advancement of Science, der American Anthropological Association u. a. Er ist Autor einer mehrfach aufgelegten Monographie über Lungentuberkulose. Er schrieb viele Artikel über Medizin und Anthropologie für die Jewish Encyclopedia (1902–1909) sowie populäre Publikationen. In seinen anthropologischen Werken kam er zu dem Schluss, dass moderne Juden heterogene anthropologische Elemente hätten. Der Mediziner Arthur M. Fishberg war sein Sohn.

## Schriften
- The Jews: A Study of Race and Environment. 1911.
  - Die Rassenmerkmale der Juden. Eine Einführung in ihre Anthropologie. Übersetzung Adolf Hepner. Ernst Reinhardt, München 1913 (archive.org).
- The internal secretions: their physiology and application to pathology. Übersetzung nach dem französischen Werk von Eugène Gley (1857–1930). Paul B. Hoeber, New York 1917 (archive.org).
- Pulmonary tuberculosis. Lea & Febiger, Philadelphia und New York 1916 (archive.org); 2. überarbeitete und erweiterte Auflage 1919 (archive.org).
- Physical Anthropology of the Jews. 1902.
- Materials for the Physical Anthropology of the Eastern European Jews. Annals of the New York Academy of Sciences, Mai 1905.
- „Rassenzüchtung der Juden“, in: Statistik der Juden. Eine Sammelschrift. Herausgegeben vom Bureau für Statistik der Juden. Kommissionsverlag Jüdischer Verlag, Berlin 1918, S. 70–86 (Inhaltsübersicht).
- mit Franz Boas, Ellsworth Huntington, Max J. Kohler: Aryan and Semite – With Particular Reference to Nazi Racial Dogmas. Addresses Delivered Before the Judaeans and the Jewish Academy of Arts and Sciences, March 4th, 1934, in New York City. B’Nai B’Rith, Cincinnati 1934.
- Di gefohr fun di Idishe natsyonalistishe beṿegung. New York 1906.